# زيلكو بوفاتش
زيلكو بوفاتش مواليد 13 سبتمبر 1961 في جمهورية يوغوسلافيا الاشتراكية الاتحادية، هو لاعب كرة قدم بوسني سابق كان يلعب كلاعب وسط.

## المسيرة الاحترافية

### أندية لعب لها
- نادي بوراتس بانيا لوكا
- ماينتس 05

## روابط خارجية
- زيلكو بوفاتش على موقع قاعدة بيانات كرة القدم.إي يو (الإنجليزية)
- زيلكو بوفاتش على موقع بيانات كرة القدم. دي إي (الألمانية)
- زيلكو بوفاتش على موقع عالم كرة القدم.نت (الإنجليزية)